# جراح بن صباح الصباح
جراح بن صباح الصباح (1264هـ/1848م - 17 مايو 1896م)، كان أخوه الشيخ محمد بن صباح الصباح حاكم الكويت السادس قد أشركه معه في حكم الإمارة وجعل له مكانة تشبه مكانة (ولي العهد) بلا موافقة أخيه مبارك الذي هو أكبر سناً من جراح وأقدم منه في تولي المهام بإمارة الكويت منذ زمن حكم أخيهم الأكبر منهم جميعاً وهو الشيخ عبدالله بن صباح الصباح حاكم الكويت الخامس ، ثم بعد مضي أربع سنوات من حكم الشيخ محمد بن صباح الصباح والتي كلها كانت خلافات بينه هو وأخيه جراح من جهة وأخيهما مبارك من جهة أخرى ... اغتاله مع أخيه الشيخ محمد أخوهما الشيخ مبارك بمساعدة إبنيه جابر وسالم ، حيث تم قتل الشيخ جراح على يد ابن أخيه الشيخ جابر المبارك الصباح ، وأما شقيقه الشيخ سالم المبارك الصباح فقد كان واقفاً عند بوابة قصر الحكم لمنع دخول أحد القصر في تلك الليلة ، وأما والدهما الشيخُ مبارك فقد تولى بنفسه قتل أخيه الشيخ محمد ، وكان ذلك في ليلة 25 ذو القعدة 1313 هـ الموافق ليلة يوم 17 مايو 1896.

## جذور الخلاف مع مبارك
بعد وفاة صباح بن جابر الصباح سنة 1866م استلم الحكم ابنه الأكبر عبد الله، ويبدو أن عبد الله قنع بمركز الحكم وترك مقاليد الأمور إلى أشقائه الثلاثة، فمحمد باشر بشؤون الحضر والبلد وتصريف شؤونهم، ومبارك اختص بأغلب أحكام بدو الكويت إضافة إلى أمور القتال وحفظ الأمن، أما جراح فأغلب عمله في الشؤون المالية.

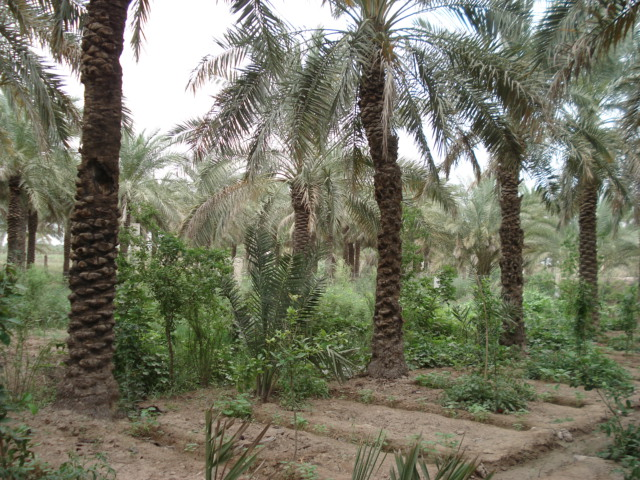
مزارع النخيل في الفاو (العراق)

### صفات جراح بن صباح
هو الأخ الشقيق للأمير محمد بن صباح، وكان له دور في إخماد تمرد عشيرة النصار وهي فخذ من بني كعب في منطقة القصبة من جزيرة الخضر في سنة 1285هـ/1868م. فبعد إعلانها التمرد على الشيخ جابر بن مرداو طلب المدد من الشيخ عبد الله الذي تربطهما صداقة ومودة، فأرسل إليه عشرين سفينة شراعية ومؤونة ومقاتلين، وأرسل إلى أخيه جراح الموجود في الفاو طالبًا منه أن ينضم إلى القوات المهاجمة. ولكن حينها كان الحاج جابر قد هزم عشيرة النصار بمساعدة الشيخ ناصر بن راشد السعدون أمير قبيلة المنتفق الذي قدم لمساندته من اطراف البصرة قبل وصول قوات شيخ الكويت. لذا كتب الحاج جابر إلى الشيخ عبد الله بواسطة أخيه جراح يشكره على خدمته وكافأه على ذلك بسبعين كارة من التمر معاشا سنويًا. ومع ذلك فقد نعته ديكسون بالعجز والكسول، وهذا قول باطل. فقد عُرف عنه أنه صاحب دراية في الاقتصاد والمال وعقليته كانت متطورة قياسًا يمستوى ذلك الزمان. وبالحقيقة فإن جراح أحرز نجاحًا كبيرًا في تنظيم مالية الإمارة. إذ لم يكن للكويت قبل ذلك مالية تذكر، فالدخل ضعيف لا يسد حاجة الأمراء، وربما احتاجوا في كثير من الأحيان إلى الاستدانة من الأهالي. ولكن جراح التفت إلى مزارع والده في الفاو فأصلحها حتى أصبحت تدر أموالا كثيرة، كما وجه عناية خاصة بالتجارة، فنظم سوق اللحم والسمك سنة 1312هـ/1895م، وامر بإقامة الدكاكين وتأجيرها للتجار، وأخذ الدخل ينمو سريعا، خاصة بعدما انتقل طريق البضائع والسلع التي يحتاجها أهل نجد عبر ميناء الكويت مع حكم محمد الصباح، بعدما كانت تصلهم عن طريق البصرة والحجاز. 
ولمساعدته في تنظيم أموره المالية، استقدم الشيخ جراح الملا علي بن عمار الذي كان يعمل موظفًا ماليًا لدى الإدارة العثمانية في الأحساء، وشجعه على تعليم قواعد الحساب للأطفال والشباب وإعدادهم في هذا المجال. ومع باعه المالي إلا أنه كان يفتقد للحنكة والقيادة السياسية والعسكرية، وكان مسالمًا يميل إلى الدعة والسكون، ولم يكن لديه ميل للحروب وحب الشهرة، إلا أنه كان حريصًا على جمع المال إلى درجة التقتير. نجاحه الاقتصادي هذا قربه إلى أخيه الشيخ محمد، وبدأ تكليفه بمهام أشبه ما تكون مهام ولي العهد مع أنه أصغر سناً من مبارك، وهذا مما جعل الخلاف يطفو إلى السطح، فالشيخ مبارك أراد أن يظهر بمظهر الحكام العرب في البذل، سواءًا كان البذل في محله أم لا، في حين كان جراح يخالفه في ذلك ويقتر عليه، لأنه يرى نفسه المؤسس الوحيد للمال، ولا يرى ما يراه مبارك من البذل. ومحمد ينصاع لما يراه جراح. ولما استفحل الخلاف جاء سالم البدر من البصرة سنة 1310هـ/1893م ليصلح بين الأخوة، فجعل لمبارك راتبًا سنويًا قدره عشرة آلاف روبية، ولكن مالبث أن توفي سالم البدر سنة 1312هـ/1895م ليعود الخلاف مرة أخرى.

## أبنائه
له من الأبناء أربع وهم: 
- الشيخة موضي.
- الشيخ حمود.
- الشيخ شملان، وقيل سلمان حسب سلطان القاسمي في كتابه «بيان الكويت» والذي ذكر بأن كان به تخلف عقلي، وقد لازم الشيخ مبارك طوال حياته.[13]
- الشيخة مريم.